# Gigantismo insular

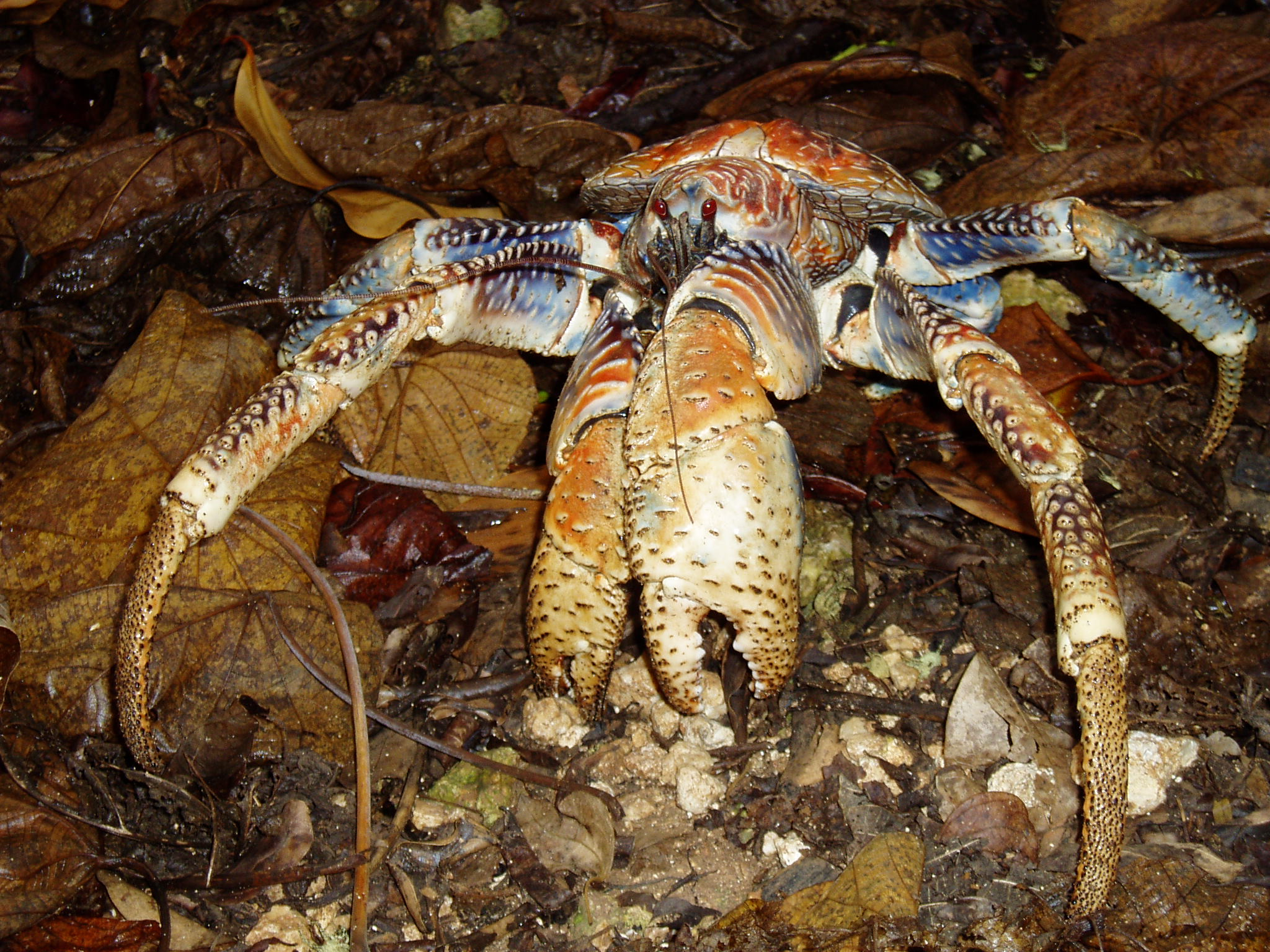
Cangrejo de los cocoteros, un ejemplo de gigantismo insular. En la fotografía, un ejemplar juvenil en la Isla de Navidad.

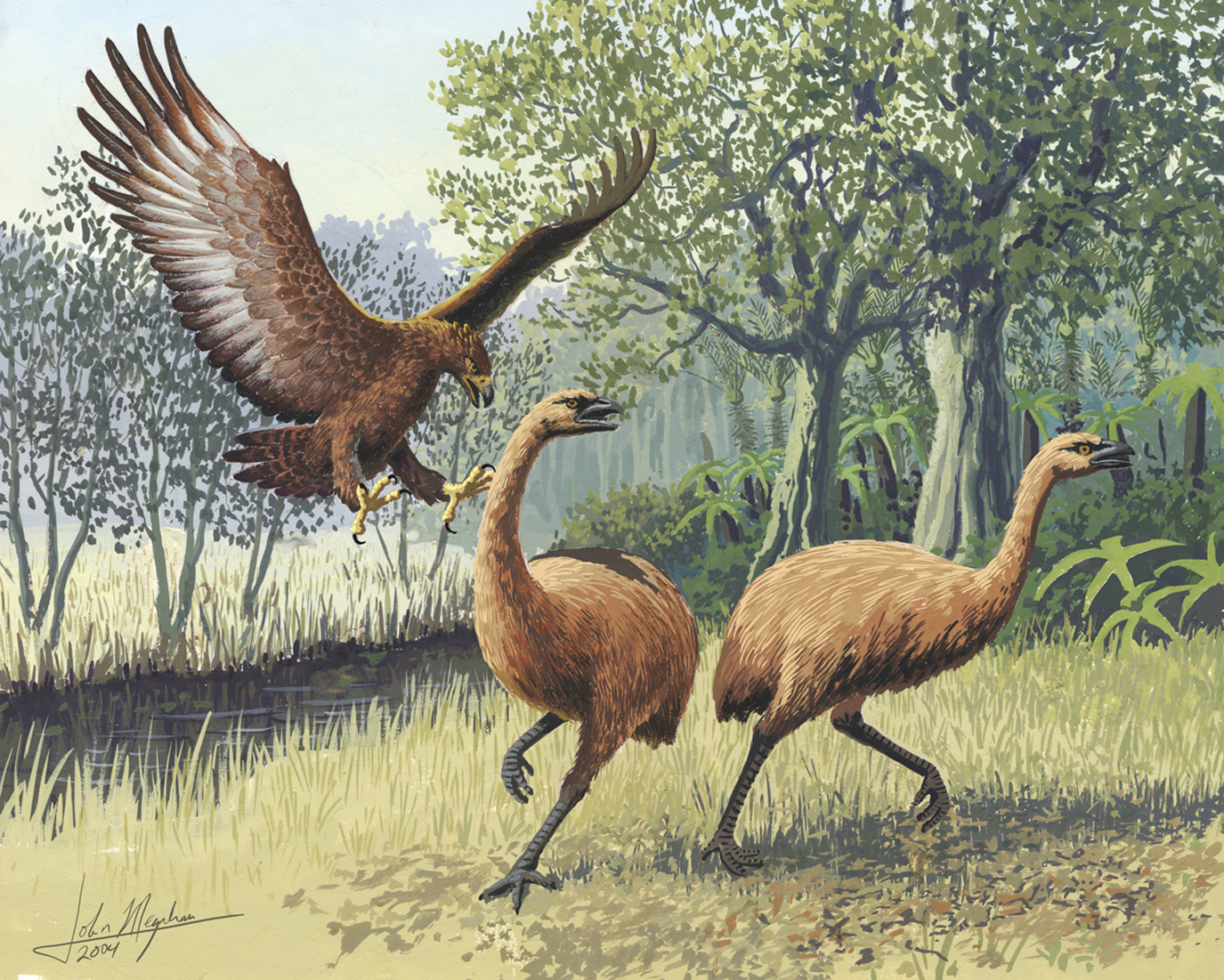
La enorme águila de Haast (3 metros de envergadura alar) cazando dos moas gigantes en Nueva Zelanda. Hoy, estos dos ejemplos de gigantismo insular están extintos.

El gigantismo insular, también conocido como gigantismo isleño, es la respuesta evolutiva que se da en animales que colonizan islas apartadas, donde las especies afectadas aumentan su tamaño paulatinamente. Es el proceso contrario al enanismo insular. Siendo ambos especiaciones alopátricas. Dado que el tamaño es una característica altamente variable, el crecimiento puede darse con rapidez, obteniéndose resultados sorprendentes en menos de un millón de años. 

## Causas
Las causas de este proceso son fundamentalmente las siguientes:
- Ausencia de depredadores: Muchos roedores y otros animales son pequeños y ligeros porque eso les permite escapar rápidamente de sus enemigos y ocultarse en la primera grieta que aparezca. Si esos depredadores son inexistentes en la nueva isla y los recursos son abundantes, esa ventaja desaparece, y los animales pequeños resultan vulnerables a los animales más grandes de su propia especie (que en otras condiciones serían eliminados por la selección natural ejercida por la depredación). Con el tiempo, la primitiva población evoluciona a especies cada vez mayores en tamaño. A modo de ejemplo pueden citarse las tortugas gigantes de las islas Galápagos (Chelonoidis niger), ratas gigantes (Papagomys armandvillei) de la isla de Flores, en Indonesia, que alcanzan los 45 centímetros de cuerpo y hasta casi 70 de cola, y que servían de alimento al pequeño homínido nativo Homo floresiensis; las ratas gigantes de Canarias, entre la que destaca Canariomys bravoi, la rata gigante de Tenerife; el erinaceido (Deinogalerix) y el lirón (Stertomys) gigantes del Mioceno tardío de la paleo-isla de Gargano (Italia); el lirón (Hypnomys) y la musaraña (Nesiotites) gigantes del Pleistoceno de las islas Baleares; las moa-nalos (anátidas gigantes) de Hawái) o los grandes cisnes de Sicilia (Cygnus falconeri).

- Ausencia de competidores: La falta de animales que ofrezcan algún tope al tamaño que una nueva especie puede conseguir por ocupar el nicho ecológico correspondiente puede llevar a adaptaciones realmente extrañas. Así, en Nueva Zelanda pueden encontrarse grillos ápteros gigantes como los del género Weta, de tamaño y hábitos similares a los de los roedores (ausentes originalmente de las islas), mientras que en Madagascar (isla carente de primates superiores) hubo un lémur (Megaladapis) similar al indri que llegó a tener el tamaño de un orangután.

- Presencia de presas grandes: Aunque es muy raro que un carnívoro de cierto tamaño consiga cruzar un ancho brazo de mar para colonizar una isla (el cocodrilo marino sería una de las pocas excepciones), no lo es tanto que pequeños depredadores lo consigan sobre ramas y troncos a la deriva, en especial los de hábitos insectívoros que pueden alimentarse de los propios insectos de la madera mientras dura la travesía. Una vez en la isla colonizada pueden encontrarse con toda una gama de presas nuevas y una ausencia de depredadores o competidores que las cacen. En consecuencia, los carnívoros colonizadores se diversifican con el tiempo ocupando todos los nichos posibles, y muchas de las especies que generan crecen hasta especializarse en la captura de animales de tamaño medio-grande. Este es el caso, entre otros, del dragón de Komodo (Varanus komodensis), el mayor lagarto que existe actualmente, que evolucionó a partir de varanos de tamaño modesto y se especializó en la caza del elefante enano de Flores; el fosa (Cryptoprocta ferox) de Madagascar, un vivérrido con el tamaño y hábitos de un felino; o la gigantesca águila de Haast (Harpagornis moorei) de Nueva Zelanda, que triplicó la envergadura de sus ancestros australianos del género Hieraaetus y se especializó en la caza de las enormes moas.

## Gigantismo insular en abejas

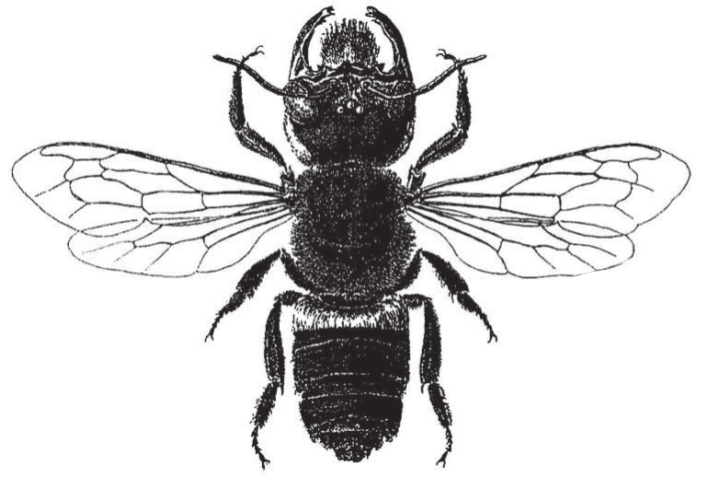
Megachile pluto, dibujada por el Dr. H. Friese en 1911.

La especie Megachile pluto, comúnmente denominada abeja de Wallace, es la abeja más grande del mundo, miden 39 mm de largo. La hembra de Megachile pluto tiene un ancho de ala de 63 mm. Su cabeza masiva es 13 mm de lado a lado y tiene enormes mandíbulas. Fue encontrada en las selvas de Indonesia por el famoso naturalista Alfred Russel Wallace. No se encontró ningún otro rastro de ella durante los 120 años siguientes, considerándose extinta, aunque fue reencontrada para el asombro de muchos después de un largo período.
La hembra de Megachile pluto tiene el cuerpo recubierto de un vello negro aterciopelado salvo en una franja blanca en la parte delantera del abdomen. Posee unas enormes pinzas para recoger resina.